# Bestia a 4 carte
La bestia a 4 carte (in seguito indicata solo come bestia) è un gioco di carte diffuso nel viterbese, è un gioco d'azzardo praticato prevalentemente in famiglia e nel periodo natalizio.
Ha regole mutuate dal tressette più che dalla briscola, con richiami di bridge e poker.

## Regole

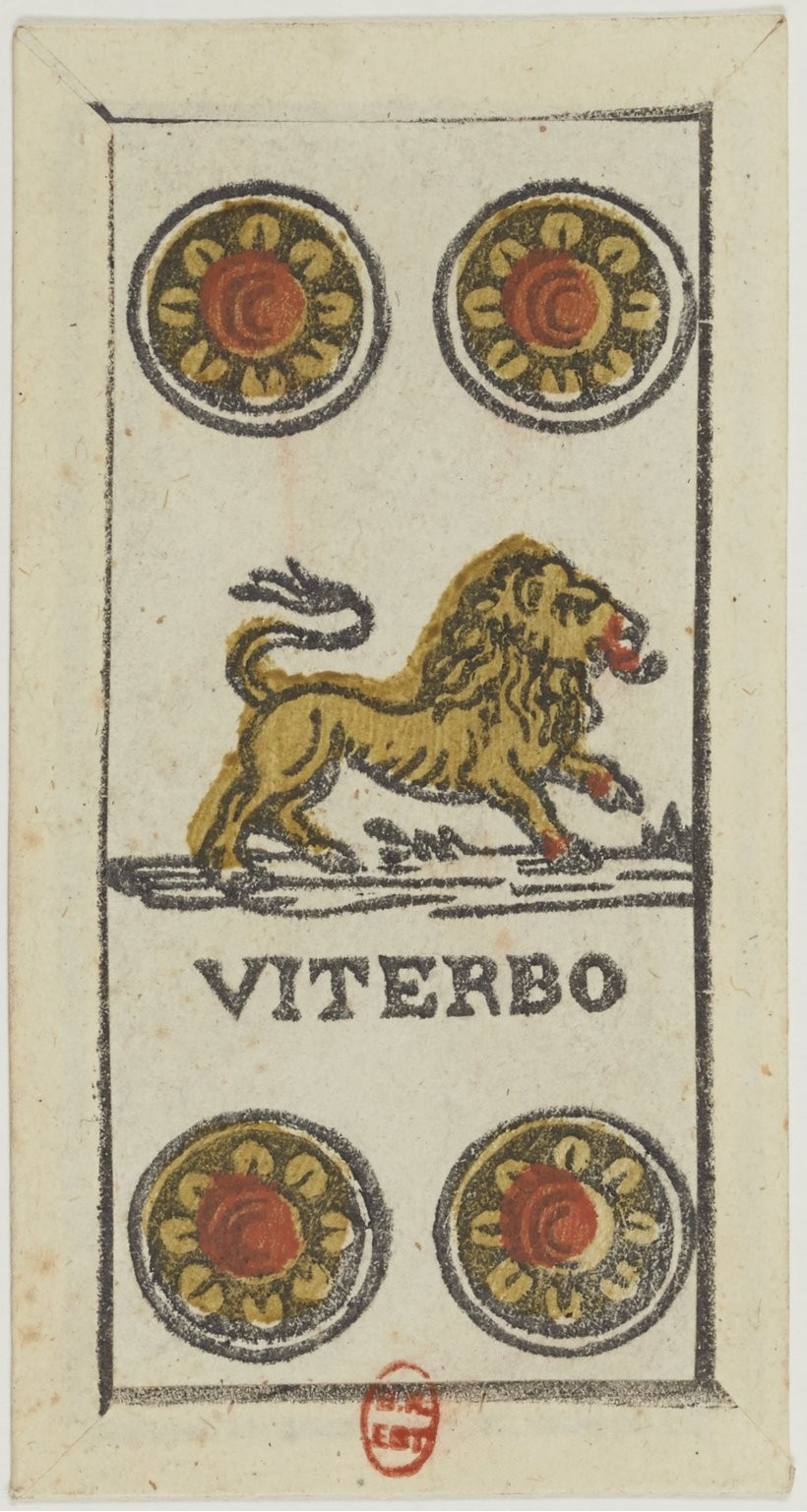
Carta viterbese di Domenico Moscatelli

- La bestia si gioca da 4 a 7 giocatori con un mazzo da 40 carte italiane tradizionali (piacentine o napoletane o siciliane).
- L'ordine gerarchico delle carte, dalla più alta alla più bassa, è il seguente: asso, re, cavallo, fante (la donna come alcuni chiamano la carta dal valore 8), 7, 6, 5, 4, 3, 2.
- Una sessione di gioco si svolge in una smazzata (vale a dire una distribuzione di carte); il gioco, preceduto dalla distribuzione, consiste di due fasi principali: la dichiarazione o licitazione, che determina i giocatori della smazzata e il gioco della carta.
- La presa consiste nell'insieme delle carte giocate a turno dai giocatori, per cui in ogni smazzata ci sono 4 prese possibili.
- Ad ogni smazzata va costituito un piatto (normalmente in denaro) che sarà diviso per le 4 prese, a meno che non ce ne sia uno già costituito dalla smazzata precedente.
- Il piatto, il cui ammontare viene stabilito una volta sola ad inizio gioco, deve essere versato in poste uguali da tutti i giocatori, a meno che, per accordi e semplicità, si giochi con la sola posta dal mazziere.
  - Nel secondo caso la posta è sempre dovuta dal nuovo mazziere al proprio turno anche se il piatto non risulti vuoto (vedi eccezione al termine del gioco).
- Nel gioco della carta bisogna rispondere al seme (palo), cioè avendo una carta dello stesso seme della prima carta giocata si ha l'obbligo di giocarla, come nel gioco del tressette, anche se il seme è di briscola.
- In mancanza del seme tirato di mano si è obbligati a giocare briscola, se in possesso.
- Oltre alla carta che indica la briscola in vigore anche le precedenti girate e le carte giocate nelle mani vanno tenute sempre scoperte e visibili a tutti per l'intera smazzata.
- Il giocatore che apre il gioco batte o bussa diventando il battente, e si impegna a fare almeno 2 prese.
- Il giocatore o i giocatori che partecipano al gioco aperto dal battente, assistono diventando gli assistenti e si impegnano a fare almeno una presa.
- Al termine del gioco della carta il piatto va sempre diviso tra i giocatori in base alle loro prese, quindi 1/4 per presa.
- Se il giocatore non rispetta l'impegno di fare le prese dichiarate (2 per il battente, 1 per gli assistenti) va in bestia e paga l'ammontare del piatto se assistente e il doppio se battente.
- L'intero ammontare (detta bestia) è del battente se ha rispettato l'impegno, altrimenti va al piatto.

Lo scopo del gioco è accaparrarsi la maggior parte del piatto e non far rispettare gli impegni agli altri giocatori. La visione di gioco è diversa se il giocatore batte o assiste, in quanto il battente tenterà di mandare in bestia la maggior parte degli assistenti per farsi pagare direttamente l'intero piatto, mentre gli assistenti devono giocare per mandare in bestia il battente per ingrandire il piatto successivo. Comunque un assistente che abbia carte da poter mandar in bestia sicuramente il battente deve giocare per mandarci anche la maggior parte degli assistenti sempre per poter rendere più sostanzioso il piatto successivo.

## Distribuzione
Il mazziere (a rotazione ciascuno dei giocatori, partendo solitamente da colui che in un preventivo sorteggio ha preso la carta più alta), dopo aver mescolato le carte e fatto tagliare il mazzo dal giocatore di sinistra, le distribuisce due alla volta, partendo dal giocatore alla propria destra.
Tutti i movimenti della bestia si svolgono quindi in senso antiorario e cioè da destra a sinistra.
Dopo il primo giro di carte e dopo essersi servito, il mazziere ne rigira una che da quel momento
indicherà il seme della briscola (l'atout del bridge), quindi distribuirà le altre 2 al secondo giro.
Ogni giocatore riceve, in questo modo, 4 carte che sistemerà in mano.

## Dichiarazione
La "dichiarazione" o "licitazione" ha lo scopo di determinare quale giocatore aprirà il gioco e quanti vi parteciperanno. Inizia dopo che il mazziere ha finito di distribuire le carte e rifiutato l'opportunità di rubare la briscola posta in tavola (vedi sotto)
Durante la dichiarazione i giocatori parlano a turno. Il primo a parlare è il giocatore di mano vale a dire quello a destra del mazziere, quindi si procede in senso antiorario.
Ogni giocatore può passare o battere per aprire il gioco, così facendo si impegna a fare 2 prese con la briscola in vigore.
Una volta aperto il gioco dal battente, i restanti giocatori a turno potranno passare o assistere, impegnandosi a fare almeno una presa.
La licitazione finisce quando ha fatto la sua dichiarazione il giocatore a sinistra del battente.
Nel caso in cui nessuno apra il gioco (batta), il mazziere, ultimo a parlare, scopre una nuova carta cambiando il seme di briscola e quindi inizia un nuovo giro di licitazione.
Sono ammessi solo 2 cambi di briscola (3 briscole totali) dopo di che il mazziere passa l'onere al giocatore di destra.
Nel gioco della carta parteciperanno solamente il battente e gli assistenti mentre gli altri dovranno riconsegnare le proprie carte coperte (scarti) al mazziere come scorta per il cambio carte.
Se non ci fossero assistenti il battente si aggiudica il piatto senza giocare. Per questo motivo, con un piatto molto sostanzioso, è possibile tentare un bluff. Il battente non è tenuto a mostrare le carte.

## Accomodo (cambio delle carte)
Ogni giocatore può quindi cambiare da una a tutte sue carte o dichiararsi servito: mantenere, cioè, le sue quattro carte originarie. Nel momento in cui un giocatore decida di cambiare tutte le carte il mazziere è obbligato a dargliene soltanto tre e a servirlo dopo aver effettuato il cambio delle carte dei restanti giocatori.
Nel caso in cui a chiedere quattro carte sia l'ultimo giocatore del giro, il mazziere brucerà (ossia eliminerà) una carta servendolo in seguito con le carte residue (questa regola è prestata da poker più che avere una sua legittimità).
L'ordine con cui vengono serviti i giocatori e lo stesso dell'inizio del gioco (primo che è di mano, ultimo il mazziere)
Nel caso in cui le carte del mazzo residuo non bastassero, il mazziere servirà gli scarti preventivamente mischiati e tagliati. Ovvero, se risultassero anche questi insufficienti, dovrà distribuire le carte scartate dei giocatori precedenti alla stessa maniera.

## Gioco della carta
Il battente è il primo di mano, cioè inizia la prima mano.
Durante la mano, ogni giocatore muove una carta alla volta e la presa si completa quando tutti i giocatori hanno fornito la propria.
Regola fondamentale del gioco è che si debba rispondere nel seme di uscita del primo giocatore: se il primo giocatore gioca denari, tutti devono giocare una carta di denari. Nel caso che un giocatore non sia in grado di rispondere nel seme, deve giocare una carta di briscola, se ne ha. La presa spetta al giocatore che ha fornito la carta più alta nel seme di uscita, a meno che non sia stata giocata una briscola, nel qual caso predomina la carta di briscola più alta.
Esaurita la presa, uscirà per la mano successiva il giocatore che ha vinto la presa precedente.
Oltre alla carta che indica la briscola se non si è "rubata", le carte delle prese precedenti devono essere visibili ai giocatori partecipanti.

## Il rilancio
Il giocatore di mano su un piatto di sole poste prima che vengano lette le carte può rilanciare aggiungendo una posta detto buio.
I restanti giocatori sono tenuti a versare la loro posta o uscire dal gioco per quella smazzata.
Con le stesse modalità a seguito di un buio il giocatore seguente può fare un controbuio.
Scopo del buio e del controbuio è far lievitare il piatto e renderlo più "ricco".

## Spartizione del piatto
Il piatto va diviso per le 4 prese, qualora sia impossibile dividerlo in maniera esatta le approssimazioni dovranno premiare i giocatori che hanno rischiato di più, quindi in ordine il battente, primo assistente, il secondo e così via.
Ciò può avvenire per vari motivi, dalla posta versata ad ogni mazzata, al buio, al controbuio ed eventuali sanzioni per distrazione dei giocatori (es. mancata consegna delle carte al mazziere, errata consegna delle carte da parte del mazziere...).

## La "rubata"
Il mazziere, che non deve aver letto le proprie carte e prima che il giocatore di mano inizi la dichiarazione, può rubare la briscola che ha girato in tavola.
Automaticamente batte ed apre il gioco. Non potrà cambiare carte mentre ne scarterà una a piacere, prima del gioco della carta.

## Termine del gioco
Per poter terminare il gioco dando l'opportunità a tutti di "rifarsi" si chiama il giro, cioè tutti i giocatori faranno a turno il mazziere per l'ultima volta. Quando è stato chiamato il giro il mazziere non cambia fino a quando il piatto non sia completamente distribuito. Vale a dire che, se nessuno apre il gioco o se il battente va in bestia il mazziere rimane lo stesso e quindi per le smazzate successive alla prima nessuno deve la posta.